# Grosses Wasser
Großes Wasser es el quinto álbum de estudio del dúo alemán Cluster, o séptimo, si se consideran los álbumes de colaboración con Brian Eno. Fue lanzado en 1979 por Sky Records.
Großes Wasser presenta una amplia gama de estilos, incluyendo algo del material más experimental creado por el dúo de Dieter Mobius y Hans-Joachim Roedelius desde sus días en Kluster, junto a Conrad Schnitzler. Esta tendencia es particularmente clara en la sección intermedia de la canción que le da el título al álbum. Otras canciones, como "Manchmal" y las secciones primera y última de "Großes Wasser", continúan con el sonido suave y melódico de Sowiesoso y los discos junto a Brian Eno. Otras, en tanto, evocan el estilo rítmico de Zuckerzeit, aunque sólo tangencialmente. En su libro The Crack in the Cosmic Egg, Steven y Alan Freeman describen la canción "Großes Wasser" como "una larga pieza que crece a partir del silencio con tonos prolongados de piano al estilo de Florian Fricke, por medio de una electrónica bizarra y crepitante montada sobre percusiones industriales y tribales".

## Lista de canciones
Todas las canciones escritas y compuestas por Dieter Mobius y Hans-Joachim Roedelius.
| N.º | Título           | Duración |  |
| 1.  | «Avanti»         | 4:47     |  |
| 2.  | «Prothese»       | 2:11     |  |
| 3.  | «Isodea»         | 4:09     |  |
| 4.  | «Breitengrad 20» | 4:07     |  |
| 5.  | «Manchmal»       | 2:09     |  |
| 6.  | «Großes Wasser»  | 18:38    |  |

## Créditos

### Banda
- Hans-Joachim Roedelius – teclado, percusión, voz
- Dieter Moebius – teclado, percusión, voz
- Peter Baumann – percusión adicional en "Großes Wasser"

### Otros
- Arte por Dieter Moebius.
- Ingeniería por Will Roper.